# Karol Lipiński Muziekacademie

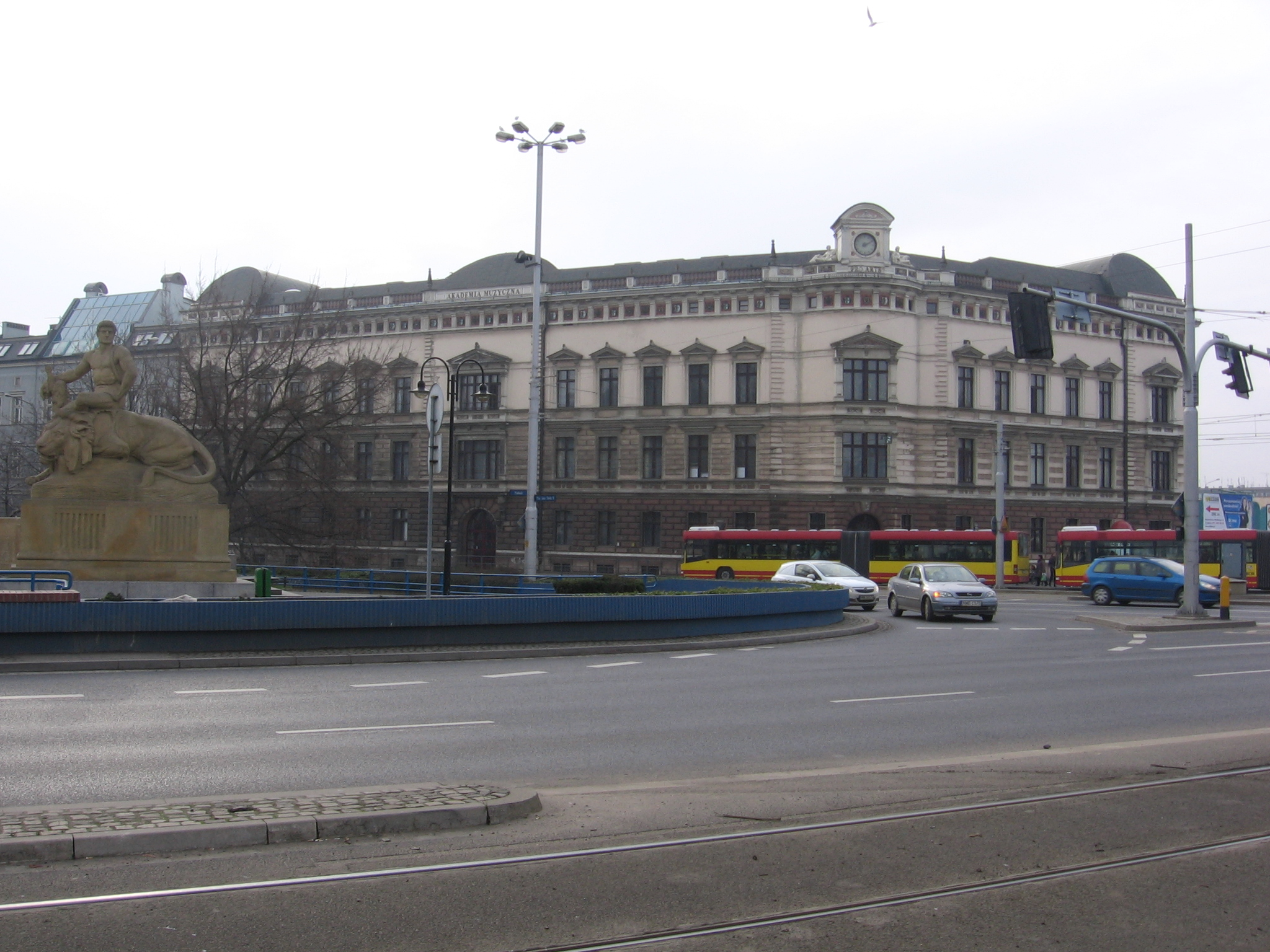
Karol Lipiński Muziekacademie

De Karol Lipiński Muziekacademie (Pools: Akademia Muzyczna im. Karola Lipińskiego) is een academie in Wrocław, Polen, die is opgericht in november 1948.

## Geschiedenis
Aanvankelijk droeg de school de naam Wrocławska Państwowa Wyższa Szkoła Muzyczna (Staatshogeschool voor Muziek Wrocław) en had toen alleen een muziek-pedagogische afdeling. In 1949 kwam de afdeling koor- en koraalmuziek daarbij, in 1950 gevolgd door de afdelingen muziektheorie en orkestdirectie, in de volgende jaren ook nog de afdeling compositie. In 1972 was er een grote hervorming en werd het een volwaardige academie, die met een afdeling muziektherapie een leergebied opnam, dat nog bij geen enkel conservatorium in Polen aanwezig was.
In 1981 werd de "Staatshogeschool voor Muziek" een Academie voor Muziek en werd onder patronage van de Poolse componist, dirigent, muziekpedagoog en viool-virtuoos Karol Józef Lipiński (1790-1861) gesteld.

## Locaties
In 1993 kon men een nieuw gebouw in gebruik nemen dat is gelegen in het centrum van Wrocław aan de plac Jana Pawła II(Plein vernoemd naar Paus Johannes Paulus II). Het gebouw biedt meer dan 100 ruimtes: naast een theater, een kamermuziekzaal, een ballettheater, een grote bibliotheek en een grote afdeling voor audio-visuele dingen ook computerstudio's.
Tot 1993 was de academie gevestigd in een oude villa in het stadsdeel Krzyki. Niet alle afdelingen konden daarin het gebouw worden gehuisvest zoals dat nu wel het geval is. 
De academie wordt geleid door een rector. Dit is tegenwoordig Prof. Grzegorz Kurzyński. De academie is ingedeeld in 5 afdelingen:
- Compositie, Orkestdirectie, Muziektheorie en Muziektherapie
- Instrumentale muziek
  - Toetsinstrumenten (piano, klavecimbel, orgel en accordeon),
  - Strijkinstrumenten (viool, altviool, cello, viola da gamba, contrabas),
  - Houtinstrumenten (dwarsfluit, blokfluit, hobo, barokhobo, klarinet, saxofoon, fagot),
  - Koperinstrumenten (trompet, hoorn, trombone, tuba),
  - Slagwerk
  - Gitaar
  - Jazz-instrumenten (piano, klarinet, saxofoon, trompet, trombone, contrabas en slagwerk).
- Vocale muziek
- Muziekpedagogiek
- Andere didactische activiteiten